# Азійська часничниця колючепала
Азійська часничниця колючепала (Xenophrys spinata) — вид жаб роду азійська часничниця (Xenophrys) родини Megophryidae.

## Поширення
Ендемік Китаю. Природним місцем проживання є субтропічні або тропічні вологі низинні ліси, субтропічні або тропічні вологі гірські ліси і річки.